# لارانجال دو جاري
لارانجال دو جاري (بالبرتغالية: Laranjal do Jari‏) هي بلدية تقع في البرازيل في أمابا. يقدر عدد سكانها بـ 39,285 نسمة ومساحتها 41,668 كم2 وترتفع عن سطح البحر 6.71 متر.